# Eleição municipal de Goiânia em 2024
A eleição municipal da cidade de Goiânia em 2024 ocorreu no dia 6 de outubro para eleger um prefeito, um vice-prefeito e 39 vereadores para administrar a capital goiana no mandato que se inicia no dia 1º de janeiro de 2025 e termina no dia 31 de dezembro de 2028. Como o candidato mais votado, Fred Rodrigues, não atingiu a maioria dos votos (50% mais um), realizou-se um segundo turno no dia 27 de outubro, no qual foi eleito Sandro Mabel.
O prefeito Rogério Cruz, do Solidariedade - eleito vice-prefeito em 2020 pelo Republicanos e que assumira o comando do Palácio das Campinas Venerando de Freitas Borges (Paço Municipal) em 14 de janeiro de 2021 após o falecimento do então titular Maguito Vilela (MDB) por complicações da COVID-19 - estava apto para disputar a reeleição, mas obteve apenas 3,1% dos votos, menor percentual já obtido por um mandatário que buscava a reeleição na cidade.

## Calendário eleitoral
| Início        | Fim           | Atividades | Status    |
| ------------- | ------------- | --- | --------- |
| 7 de março    | 5 de abril    | Janela partidária para vereadores trocarem de partido visando concorrer às eleições sem perder o mandato. | Realizado |
| 6 de abril    | 6 de abril    | Data-limite para todas as legendas e federações partidárias obterem o registro dos estatutos no TSE e para todos os candidatos terem domicílio eleitoral na circunscrição em que desejam disputar as eleições com a filiação deferida pelo partido. | Realizado |
| 15 de maio    | 15 de maio    | Início da campanha de arrecadação prévia de recursos na modalidade de financiamento coletivo para pré-candidatos, sem realização de pedidos de voto e obedecendo a regras relativas à propaganda eleitoral na Internet.                             | Realizado |
| 20 de julho   | 5 de agosto   | Realização de convenções partidárias para deliberar sobre coligações e escolher candidatos às prefeituras e aos cargos de vereador. Os partidos têm até 15 de agosto para registrar os nomes na Justiça Eleitoral.                                  | Realizado |
| 16 de agosto  | 16 de agosto  | Início das campanhas eleitorais de forma igualitária, podendo qualquer publicidade ou manifestação com pedido explícito de voto antes da data ser considerada irregular e multada.                                                                  | Realizado |
| 30 de agosto  | 3 de outubro  | Veiculação da propaganda eleitoral gratuita no rádio e na televisão. | Realizado |
| 6 de outubro  | 6 de outubro  | Realização do primeiro turno das eleições municipais. | Realizado |
| 11 de outubro | 25 de outubro | Veiculação da propaganda eleitoral gratuita no rádio e na televisão para o segundo turno. | Realizado |
| 27 de outubro | 27 de outubro | Realização de um eventual segundo turno nas cidades com mais de 200 mil eleitores em que o candidato a prefeito mais votado não tenha atingido a metade mais um dos votos válidos.                                                                  | Realizado |

## Candidatos ao executivo
Rogério Cruz, atual prefeito de Goiânia, é candidato à reeleição pelo Solidariedade. Apesar de ter perdido respaldo de seu antigo partido, o Republicanos, Cruz aposta na entrega de projetos como o BRT para alavancar sua pré-candidatura, além do compromisso de continuar os projetos iniciados em sua gestão, focando em saúde, educação e infraestrutura. O incumbente conta com o apoio do Mobilização Nacional (MOBILIZA), do Partido Democrático Trabalhista (PDT) e do Partido Renovador Trabalhista Brasileiro (PRTB), mas perdeu o endosso do Democracia Cristã (DC), do Partido da Mulher Brasileira (PMB) e do Partido Renovação Democrática (PRD).
Fred Rodrigues, candidato do Partido Liberal (PL), tem o aval do ex-presidente Jair Messias Bolsonaro (PL). Ele tentou fechar acordo com o delegado e deputado estadual Humberto Teófilo, do Democracia Cristã, para que ele fosse seu companheiro de chapa. Porém, o acordo foi vetado pelo presidente da sigla em Goiás, Alexandre Magalhães, pois o partido fechou questão em favor da pré-candidatura de Sandro Mabel. O NOVO participaria da disputa com o empresário Leonardo Rizzo. No entanto, Rizzo desistiu de sua candidatura para ser candidato a vice-prefeito na chapa de Fred Rodrigues (PL).
A delegada de polícia e deputada federal Adriana Accorsi é candidata pelo Partido dos Trabalhadores (PT). Ela conta com o apoio do atual presidente da República, Luiz Inácio Lula da Silva (PT), que a convidou para o certame. A parlamentar enfrentava, dentro da Federação Brasil da Esperança, a concorrência de mais dois pré-candidatos: Cristiano Cunha (PV) e Fábio Tokarski (PCdoB). Ambos, no entanto, retiraram seus nomes ao decorrer da pré-campanha.
O ex-deputado federal Sandro Mabel é o representante do União Brasil no certame. Ademais, Mabel conta com o apoio do governador de Goiás, Ronaldo Caiado (também do UNIÃO) e do ex-prefeito de Aparecida de Goiânia, Gustavo Mendanha. Mabel tem apoio do Movimento Democrático Brasileiro (MDB), do Avante, do AGIR, do Podemos , do partido Democracia Cristã (DC) e do Republicanos.
O Partido Social Democrático (PSD) tem como candidato o senador Vanderlan Cardoso. Inicialmente, uma ala do partido defendia uma pré-candidatura ligada a Ronaldo Caiado, ou seja, Sandro Mabel (União Brasil) ou o ex-prefeito de Trindade, Jânio Darrot (MDB). Por outro lado, uma ala do partido defendia a indicação do vereador Lucas Kitão e a realização de prévias dentro da sigla para decidir quem por ela será candidato, mas Lucas Kitão desistiu de concorrer e migrou para o União Brasil, sinalizando apoio a Mabel. Darrot, por sua vez, sofreu sensíveis abalos à sua pré-candidatura devido a uma operação de busca e apreensão lograda pela Polícia Civil do Estado de Goiás. Dados os referidos abalos, o MDB acabou optando pelo apoio a Mabel.
A Unidade Popular tem como candidato o professor e dirigente sindical Reinaldo Pantaleão. Fundador do Sindicato dos Trabalhadores da Educação de Goiás (SINTEGO), Pantaleão já havia disputado a prefeitura em 2020, mas pelo PSOL (legenda da qual foi um dos fundadores, mas da qual se desligou dois anos mais tarde para ingressar na UP).

### Quadro de candidaturas
| Nº | Prefeito(a)  | Prefeito(a)        | Prefeito(a)              | Prefeito(a) | Vice-prefeito(a) | Vice-prefeito(a) | Vice-prefeito(a)        | Vice-prefeito(a)         | Vice-prefeito(a)                                               | Coligação Partido(s)                                                       | Ref.          |
| Nº | Candidato(a) | Candidato(a)       | Partido Federação        | Cargos relevantes                                                                                               | Candidato(a)     | Candidato(a)     | Candidato(a)            | Partido Federação        | Cargos relevantes                                              | Coligação Partido(s)                                                       | Ref.          |
| -- | ------------ | ------------------ | ------------------------ | --- | ---------------- | ---------------- | ----------------------- | ------------------------ | -------------------------------------------------------------- | -------------------------------------------------------------------------- | ------------- |
| 13 |              | Adriana Accorsi    | PT FE Brasil             | - Deputada federal (2023-atualidade) - Deputada estadual (2015-2023) - Delegada Chefe da Polícia Civil de Goiás |                  |                  | Jerônimo Rodrigues      | PSB                      | - Professor / Ex-Reitor do IFG                                 | Pra Cuidar de Goiânia FE Brasil (PT, PCdoB, PV), PSB, Fed. PSOL REDE e PMB | [ 20 ] [ 21 ] |
| 22 |              | Fred Rodrigues     | PL                       | - Deputado estadual (2023) - Empresário                                                                         |                  |                  | Leonardo Rizzo          | NOVO                     | - Empresário                                                   | Goiânia Acima de Tudo PL e NOVO                                            | [ 22 ] [ 23 ] |
| 44 |              | Sandro Mabel       | UNIÃO                    | - Deputado federal (1995-2015) - Deputado estadual (1991-1995)                                                  |                  |                  | Tenente-coronel Cláudia | Avante                   | - Tenente-coronel                                              | União por Goiânia UNIÃO, Avante, MDB, PRD, PODE, AGIR e Republicanos       | [ 24 ] [ 25 ] |
| 45 |              | Matheus Ribeiro    | PSDB Fed. PSDB Cidadania | - Jornalista |                  |                  | Bartira Miranda         | PSDB Fed. PSDB Cidadania | - Professora de Direito da Universidade Federal de Goiás (UFG) | Sem coligação                                                              | [ 26 ]        |
| 55 |              | Vanderlan Cardoso  | PSD                      | - Senador por Goiás (2018-atualidade) - Prefeito de Senador Canedo (2005-2010)                                  |                  |                  | Sucena Hummel           | PSD                      | - Ex-vereadora                                                 | Sem coligação                                                              | [ 27 ]        |
| 77 |              | Rogério Cruz       | Solidariedade            | - Prefeito de Goiânia (2021-atualidade) - Vereador (2013-2021) - Radialista - Pastor                            |                  |                  | Darô Fernandes          | MOBILIZA                 | - Advogado                                                     | Todos por Goiânia Solidariedade, MOBILIZA, PDT e PRTB                      | [ 28 ] [ 29 ] |
| 80 |              | Reinaldo Pantaleão | UP                       | - Professor - Dirigente sindical - Fundador do Sindicato dos Trabalhadores em Educação de Goiás (SINTEGO)       |                  |                  | Luciana Amorim          | UP                       | - Funcionária pública                                          | Sem coligação                                                              | [ 30 ]        |

### Desistências
- Cíntia Dias (PSOL) - Presidente estadual do PSOL no Estado de Goiás: Retirou seu nome da disputa para que seu partido pudesse apoiar Adriana Accorsi (PT).[20]
- Alexandre França (REDE) - Ex-porta-voz da REDE no Estado de Goiás: França foi expulso do partido em fevereiro último após perder o cargo de porta-voz do partido no Estado. França foi destituído do referido posto após sofrer uma condenação criminal.[31] Com isso, a REDE passou a apoiar, junto com o PSOL, a pré-candidatura de Adriana Accorsi (PT).
- Gustavo Gayer (PL): Os primeiros sinais sobre sua desistência foram vistos logo nas chamadas sobre a visita do presidente Jair Bolsonaro em sua turnê de lançamento de pré-candidaturas goianas. Enquanto o nome de Lissauer Vieira era citado em Rio Verde, Geneilton Assis, em Jataí, Alcides Ribeiro, em Aparecida e Márcio Corrêa em Anápolis, os cards faziam mistério em relação a Goiânia. O próprio Gustavo Gayer em postagem nesta terça-feira, ao convidar os seguidores para o evento na manhã desta quarta-feira, não cravou seu próprio nome. “Você saberá o pré-candidato do Bolsonaro em Goiânia”.[32]
- Fábio Tokarski (PCdoB): O pré-candidato se retirou do certame no dia 17 de julho de 2024 e declarou apoio à Delegada Adriana Accorsi (PT).[12]
- Cristiano Cunha (PV): O pré-candidato se retirou do certame no dia 2 de fevereiro de 2024 e declarou apoio à Delegada Adriana Accorsi (PT).[13]

## Candidatos ao legislativo
A regra eleitoral permite que um Partido ou Federação indique uma chapa que contenha, no máximo, 100% das vagas em disputa mais 1. No caso de Goiânia, o número máximo de candidaturas é de 39.[carece de fontes?]
A tabela a seguir apresenta o número de candidaturas em cada Partido e Federação, estando agrupados a partir de coligações na disputa do poder executivo. Lembre-se que a coligação em eleições proporcionais não existe mais no Brasil, sendo demonstrada a coligação majoritária apenas a título de visualização agrupada.
| Coligação ao executivo                              | Partido ou federação | Partido ou federação | Candidatos | Candidatos | Candidatos | Candidatos |
| --------------------------------------------------- | -------------------- | -------------------- | ---------- | ---------- | ---------- | ---------- |
| União por Goiânia (255 candidatos)                  |                      | UNIÃO                | 36         | 36         | 36         | 36         |
| União por Goiânia (255 candidatos)                  |                      | Avante               | 38         | 38         | 38         | 38         |
| União por Goiânia (255 candidatos)                  |                      | MDB                  | 34         | 34         | 34         | 34         |
| União por Goiânia (255 candidatos)                  |                      | PRD                  | 38         | 38         | 38         | 38         |
| União por Goiânia (255 candidatos)                  |                      | PODE                 | 33         | 33         | 33         | 33         |
| União por Goiânia (255 candidatos)                  |                      | AGIR                 | 38         | 38         | 38         | 38         |
| União por Goiânia (255 candidatos)                  |                      | Republicanos         | 38         | 38         | 38         | 38         |
| Todos por Goiânia (181 candidatos)                  |                      | Solidariedade        | 36         | 36         | 36         | 36         |
| Todos por Goiânia (181 candidatos)                  |                      | MOBILIZA             | 39         | 39         | 39         | 39         |
| Todos por Goiânia (181 candidatos)                  |                      | PDT                  | 33         | 33         | 33         | 33         |
| Todos por Goiânia (181 candidatos)                  |                      | PRTB                 | 37         | 37         | 37         | 37         |
| Todos por Goiânia (181 candidatos)                  |                      | DC                   | 36         | 36         | 36         | 36         |
| Pra Cuidar de Goiânia (95 candidatos)               |                      | FE Brasil            | 38         |            | PT         | 26         |
| Pra Cuidar de Goiânia (95 candidatos)               |                      | FE Brasil            | 38         | PCdoB      | 4          |            |
| Pra Cuidar de Goiânia (95 candidatos)               |                      | FE Brasil            | 38         | PV         | 8          |            |
| Pra Cuidar de Goiânia (95 candidatos)               |                      | PSB                  | 32         | 32         | 32         | 32         |
| Pra Cuidar de Goiânia (95 candidatos)               |                      | PSOL-REDE            | 21         |            | PSOL       | 13         |
| Pra Cuidar de Goiânia (95 candidatos)               |                      | PSOL-REDE            | 21         | REDE       | 8          |            |
| Pra Cuidar de Goiânia (95 candidatos)               |                      | PMB                  | 4          | 4          | 4          | 4          |
| Goiânia Acima de Tudo (64 candidatos)               |                      | PL                   | 38         | 38         | 38         | 38         |
| Goiânia Acima de Tudo (64 candidatos)               |                      | NOVO                 | 26         | 26         | 26         | 26         |
| Goiânia que Queremos! (62 candidatos)               |                      | PSD                  | 23         | 23         | 23         | 23         |
| Goiânia que Queremos! (62 candidatos)               |                      | PP                   | 39         | 39         | 39         | 39         |
| Partidos e federações não coligadas (24 candidatos) |                      | PSDB-Cidadania       | 22         |            | PSDB       | 19         |
| Partidos e federações não coligadas (24 candidatos) |                      | PSDB-Cidadania       | 22         | Cidadania  | 3          |            |
| Partidos e federações não coligadas (24 candidatos) |                      | UP                   | 2          | 2          | 2          | 2          |
| Total                                               | Total                | Total                | 688        | 688        | 688        | 688        |

## Resultados

### Prefeitura
| Candidatos | Candidatos                  | 1º Turno 6 de outubro de 2024 | 1º Turno 6 de outubro de 2024 | 2º Turno 27 de outubro de 2024 | 2º Turno 27 de outubro de 2024 |
| Candidatos | Candidatos                  | Votos                         | %                             | Votos                          | %                              |
| ---------- | --------------------------- | ----------------------------- | ----------------------------- | ------------------------------ | ------------------------------ |
|            | Sandro Mabel; UNIÃO         | 190.278                       | 27,66 / 100,0                 | 353.518                        | 55,53 / 100,0                  |
|            | Fred Rodrigues; PL          | 214.253                       | 31,14 / 100,0                 | 283.054                        | 44,47 / 100,0                  |
|            | Adriana Accorsi; PT         | 168.145                       | 24,44 / 100,0                 |                                |                                |
|            | Matheus Ribeiro; PSDB       | 46.875                        | 6,81 / 100,0                  |                                |                                |
|            | Vanderlan Cardoso; PSD      | 45.186                        | 6,57 / 100,0                  |                                |                                |
|            | Rogério Cruz; Solidariedade | 21.616                        | 3,14 / 100,0                  |                                |                                |
|            | Reinaldo Pantaleão; UP      | 1.657                         | 0,24 / 100,0                  |                                |                                |

| → Total de votos válidos                                 | → Total de votos válidos                                 | 688.010   | 93.05 % | 0         | 0,00%  |
| -------------------------------------------------------- | -------------------------------------------------------- | --------- | ------- | --------- | ------ |
| → Votos em branco                                        | → Votos em branco                                        | 21.199    | 2.87 %  | 0         | 0,00%  |
| → Votos nulos                                            | → Votos nulos                                            | 422.802   | 4.08 %  | 0         | 0,00%  |
| Total                                                    | Total                                                    | 0         | 0,00%   | 0         | 0,00%  |
| Abstenções                                               | Abstenções                                               | 290.868   | 0,00%   | 0         | 0,00%  |
| Total de inscritos                                       | Total de inscritos                                       | 978.878   | 100%    | 9.322.444 | 100%   |
| Relação da população municipal ao total de votos válidos | Relação da população municipal ao total de votos válidos | 1 494 599 | ~0,00%  | 1 494 599 | ~0,00% |
| Relação da população municipal ao total de inscritos     | Relação da população municipal ao total de inscritos     | 1 494 599 | ~0,00%  | 1 494 599 | ~0,00% |

## Vereadores Eleitos

### Composição Câmara Municipal
| Partido ou federação | Assentos   | %             |
| -------------------- | ---------- | ------------- |
| MDB                  | 8 cadeiras | 21,62 / 100,0 |
| PL                   | 4 cadeiras | 10,81 / 100,0 |
| PRD                  | 3 cadeiras | 8,11 / 100,0  |
| PT                   | 3 cadeiras | 8,11 / 100,0  |
| UNIÃO                | 3 cadeiras | 8,11 / 100,0  |
| Solidariedade        | 3 cadeiras | 8,11 / 100,0  |
| PSDB                 | 2 cadeiras | 5,41 / 100,0  |
| PRTB                 | 2 cadeiras | 5,41 / 100,0  |
| Republicanos         | 2 cadeiras | 5,41 / 100,0  |
| PP                   | 2 cadeiras | 5,41 / 100,0  |
| PDT                  | 1 cadeiras | 2,70 / 100,0  |
| Agir                 | 1 cadeiras | 2,70 / 100,0  |
| Avante               | 1 cadeiras | 2,70 / 100,0  |
| DC                   | 1 cadeiras | 2,70 / 100,0  |
| PODE                 | 1 cadeiras | 2,70 / 100,0  |

| Candidato(a)             | Numero | Partido | Votação     | Votação      |
| Candidato(a)             | Numero | Partido | Porcentagem | Total        |
| ------------------------ | ------ | ------- | ----------- | ------------ |
| Major Vitor Hugo         | 22.222 | PL      | 2,29 %      | 15.678 votos |
| Professor Edward         | 13.100 | PT      | 1,98 %      | 13.573 votos |
| Gcm Romario Policarpo    | 25.153 | PRD     | 1,68 %      | 11.496 votos |
| Aava Santiago            | 45.456 | PSDB    | 1,53 %      | 10.482 votos |
| Sargento Novandir        | 15.200 | MDB     | 1,43 %      | 9.762 votos  |
| Geverson Abel            | 10.700 | REP     | 1,35 %      | 9.220 votos  |
| Henrique Alves           | 15.010 | MDB     | 1,30 %      | 8.918 votos  |
| Pedro Azulão Jr          | 15.678 | MDB     | 1,28 %      | 8.759 votos  |
| Igor Franco              | 15.700 | MDB     | 1,18 %      | 8.057 votos  |
| Anselmo Pereira          | 15.602 | MDB     | 1,16 %      | 7.951 votos  |
| Lucas Kitão              | 44.123 | UNIÃO   | 1,14 %      | 7.806 votos  |
| Isaías Ribeiro           | 10.123 | REP     | 1,12 %      | 7.657 votos  |
| Kátia                    | 13.013 | PT      | 1,06 %      | 7.247 votos  |
| Fabrício Rosa            | 13.000 | PT      | 1,05 %      | 7.216 votos  |
| Oséias Varão             | 22.300 | PL      | 1,05 %      | 7.194 votos  |
| Luan Alves               | 15.111 | MDB     | 1,02 %      | 6.953 votos  |
| Ronilson Reis            | 77.600 | SD      | 0,94 %      | 6.468 votos  |
| Juarez Lopes             | 12.123 | PDT     | 0,93 %      | 6.340 votos  |
| Bruno Diniz              | 15.600 | MDB     | 0,92 %      | 6.325 votos  |
| Lucas Vergílio           | 15.015 | MDB     | 0,92 %      | 6.308 votos  |
| Cabo Senna               | 25.190 | PRD     | 0,92 %      | 6.306 votos  |
| Bessa                    | 27.123 | DC      | 0,89 %      | 6.123 votos  |
| Léia Klebia              | 20.500 | PODE    | 0,87 %      | 5.976 votos  |
| Tião Peixoto             | 45.700 | PSDB    | 0,84 %      | 5.726 votos  |
| Coronel Urzêda           | 22.190 | PL      | 0,82 %      | 5.602 votos  |
| Willian Veloso           | 22.002 | PL      | 0,80 %      | 5.491 votos  |
| Rose Cruvinel            | 44.321 | UNIÃO   | 0,77 %      | 5.290 votos  |
| Léo José                 | 77.444 | SD      | 0,77 %      | 5.267 votos  |
| Denicio Trindade         | 44.700 | UNIÃO   | 0,76 %      | 5.238 votos  |
| Welton Lemos             | 77.077 | SD      | 0,75 %      | 5.121 votos  |
| Markim Goya              | 25.456 | PRD     | 0,74 %      | 5.037 votos  |
| Dr Gustavo               | 36.678 | Agir    | 0,66 %      | 4.506 votos  |
| Thialu Guiotti           | 70.300 | Avante  | 0,65 %      | 4.425 votos  |
| William Do Armazém Silva | 28.200 | PRTB    | 0,59 %      | 4.069 votos  |
| Heyler Leao              | 11.789 | PP      | 0,54 %      | 3.710 votos  |
| Daniela Da Gilka         | 28.100 | PRTB    | 0,54 %      | 3.705 votos  |
| Sanches Da Federal       | 11.022 | PP      | 0,53 %      | 3.607 votos  |